# Mペサ
Mペサ（M-Pesa）は、ケニアの通信会社Safaricom（英語版）と、南アフリカ共和国のボーダコム (英国のボーダフォン系列) による、携帯電話を利用した非接触型決済、送金、マイクロファイナンスなどを提供するサービス。

## 概要
2007年4月にケニアの学生によりソフトウェアの開発が開始され、その後Safaricomが携帯電話を使用した新しい決済サービスおよび送金サービスを開始した。ユーザーは正規M-Pesa取次店にアカウントを開いてお金をデポジットとして預け、携帯電話のSMSを利用してメッセージとして送金することができる。送金を受けた側は、 Safaricom取次店でお金を受け取ることができる。サービスの料金は、他の送金サービスに比べ安く、少額を頻繁に送金できる料金設定になっている。
2010年南アフリカのボーダコムがモバイル・マネー「M-Pesa」を開始すると報道される。ローカル金融グループであるNedbank（英語版）と提携して事業を進める。

## サービス範囲

### ケニア
最初にサービスが開始された地域である。

### タンザニア
2008年、ボーダコムによって開始されたが、当初の顧客獲得数は予想を下回った。

### アフガニスタン
2008年、ボーダコムがRoshanと組み、この地域最初のサービス提供者となった。

### インド
ICICI銀行と緊密な連携をくみ、2011年11月に進出した。

### ヨーロッパ地域
ルーマニアを始め東ヨーロッパに拡大。西ヨーロッパにも進出する予定

### 他地域
2013年、エジプト、モザンビーク、レソト王国にサービスを拡大した。その他の地域は、公式サイトで確認できる。